# Средний Икорец
Средний Икорец — село в Лискинском районе Воронежской области.
Административный центр Среднеикорецкого сельского поселения.

## География

### Улицы
| - ул. 30 лет Победы, - ул. 50 лет Октября, - ул. 50 лет Победы, - ул. Буденного, - ул. Вокзальная, - ул. Гагарина, - ул. Дорожная, - ул. Заречная, - ул. Зелёная, | - ул. Ключевая, - ул. Кооперативная, - ул. Ленина, - ул. Линейная, - ул. М. Горького, - ул. Мира, - ул. Мичурина, - ул. Молодёжная, - ул. Нагорная, | - ул. Полевая, - ул. Пролетарская, - ул. Садовая, - ул. Свободы, - ул. Советская, - ул. Шмидта, - ул. Юбилейная. |

## История
Село Средний Икорец возникло между 1698 и 1710 годами, находилось в 17 верстах от Боброва; дворов 527, жителей 4679; общественной земли 9364 десятков.
Сначала сёла по реке Икорец носили названия икорецких деревень, потом со строительством в них церкви они становились селом и обзаводились собственным названием. Так, Средний Икорец назывался селом Яблочным.
Стрельцы стали основателями населенного пункта. Одна из крайних сельских улиц звалась Порт-Артурская — потому что заселять её начали после русско-японской войны в 1905 году. Один из жителей села по фамилии Бондырев, 1880 года рождения, как следует из архивных данных, был участником легендарного боя крейсера «Варяг».
На реке Икорец (сейчас село Нижний Икорец) Петр I построил судостроительную верфь в те времена, когда Россия сражалась с турками и искала пути к Чёрному морю. Перед Азовскими походами Петра уже существовали Павловские и Икорецкие верфи. Есть сведения, какие именно корабли были здесь построены.
Село связано также с легендарным святым, канонизированным православной церковью адмиралом российского флота — Федором Ушаковым. Он служил в младшем офицерском чине на корабле «Мадонна», построенном на Икорецкой верфи.
Территория, где расположено здание старой школы, — это подворье Штоколовых. Директор Воронежской французской гимназии Юрий Милованов — прямой их потомок. У Штоколовых был трактир, постоялый двор, жилые комнаты и конюшни. В здании, где располагалась сельская администрация, раньше была пекарня этих купцов. Рядом находилось поместье Звягинцевых (ныне санаторий имени Цюрупы).

## Население
| 1859 | 1897  | 2002  | 2010  | 2021  |
| ---- | ----- | ----- | ----- | ----- |
| 2633 | ↗4098 | ↘3319 | ↗4946 | ↘4411 |

## Инфраструктура
В селе имеется средняя школа и детский сад.